# Seznam hor a kopců v Brdech
Abecední seznam pojmenovaných vrcholů (hor a kopců) ve vlastních Brdech, západní části Brdské vrchoviny. Geomorfologický podcelek Brdy se dělí na tři geomorfologické okrsky:
- Strašická vrchovina v severní části (nejvyšší vrchol Bílá skála)
- Třemošenská vrchovina ve střední a východní části (nejvyšší vrchol Tok)
- Třemšínská vrchovina v jižní části (nejvyšší vrchol Třemšín)

| Vrchol                       | Nadmořská výška (m) | Geomorf. okrsek       | Poloha                           | Poloha              | Poloha                               | Ochrana přírody (~ = jen na svazích)                                           | Ref.              |
| Vrchol                       | Nadmořská výška (m) | Geomorf. okrsek       | Souřadnice                       | Okres               | Poloha od sídla                      | Ochrana přírody (~ = jen na svazích)                                           | Ref.              |
| ---------------------------- | ------------------- | --------------------- | -------------------------------- | ------------------- | ------------------------------------ | ------------------------------------------------------------------------------ | ----------------- |
| Altán                        | 668,8               | Třemšínská vrchovina  | 49°33′9″ s. š., 13°52′9″ v. d.   | Příbram             | západně od Nouzova                   | PřP Třemšín                                                                    |                   |
| Bábovka                      | 608,0               | Strašická vrchovina   | 49°44′2″ s. š., 13°42′25″ v. d.  | Rokycany            | severovýchodně od Dobříva            | PřP Trhoň                                                                      |                   |
| Bambule (Bílá skála)         | 662,5               | Strašická vrchovina   | 49°45′ s. š., 13°44′34″ v. d.    | Rokycany            | severně od Strašic                   | PřP Trhoň                                                                      |                   |
| Beran                        | 684,4               | Třemošenská vrchovina | 49°45′38″ s. š., 13°52′2″ v. d.  | Beroun              | jihovýchodně od Kvaně                | CHKO Brdy                                                                      |                   |
| Beranec                      | 666,0               | Třemošenská vrchovina | 49°46′44″ s. š., 13°54′22″ v. d. | Beroun              | jihovýchodně od Neřežína             | CHKO Brdy                                                                      |                   |
| Bílá skála                   | 614,0               | Třemošenská vrchovina | 49°41′57″ s. š., 13°44′16″ v. d. | Rokycany            | severovýchodně od Skořic             | CHKO Brdy                                                                      |                   |
| Bílá skála                   | 722,0               | Třemošenská vrchovina | 49°39′29″ s. š., 13°52′38″ v. d. | Příbram             | západně od Lázu                      | CHKO Brdy                                                                      | [ 1 ] [ 2 ] [ 3 ] |
| Brda                         | 773,0               | Třemošenská vrchovina | 49°44′13″ s. š., 13°55′4″ v. d.  | Příbram             | severozápadně od Obecnice            | CHKO Brdy                                                                      |                   |
| Brdce                        | 840                 | Třemošenská vrchovina | 49°40′26″ s. š., 13°51′47″ v. d. | Příbram             | severozápadně od Lázu                | CHKO Brdy                                                                      |                   |
| Březový vrch                 | 785,5               | Třemošenská vrchovina | 49°40′30″ s. š., 13°49′2″ v. d.  | Příbram             | severozápadně od Nepomuku            | CHKO Brdy                                                                      |                   |
| Černá skála                  | 762,0               | Třemošenská vrchovina | 49°44′3″ s. š., 13°54′13″ v. d.  | Příbram             | severozápadně od Obecnice            | CHKO Brdy                                                                      | [ 1 ] [ 2 ] [ 3 ] |
| Čihadla                      | 541,1               | Strašická vrchovina   | 49°48′27″ s. š., 13°52′32″ v. d. | Beroun              | západně od Hvozdce                   |                                                                                |                   |
| Čihadlo                      | 705,1               | Třemošenská vrchovina | 49°39′0″ s. š., 13°53′26″ v. d.  | Příbram             | západně od Lázu                      | CHKO Brdy                                                                      |                   |
| Dlouhý vrch                  | 776,3               | Třemošenská vrchovina | 49°43′38″ s. š., 13°50′41″ v. d. | Beroun              | jižně od Nové Vsi                    | CHKO Brdy                                                                      |                   |
| Dubina                       | 634,3               | Třemšínská vrchovina  | 49°41′31″ s. š., 13°43′9″ v. d.  | Rokycany            | severovýchodně od Skořic             | CHKO Brdy                                                                      |                   |
| Dubinka                      | 626,8               | Třemošenská vrchovina | 49°37′38″ s. š., 13°49′58″ v. d. | Příbram             | východně od Bukové                   | PřP Třemšín                                                                    |                   |
| Dubová hora                  | 639,2               | Třemšínská vrchovina  | 49°37′21″ s. š., 13°48′48″ v. d. | Příbram             | severozápadně od Věšína              | CHKO Brdy, PřP Třemšín                                                         |                   |
| Dubová hora                  | 626,5               | Třemošenská vrchovina | 49°42′5″ s. š., 13°57′58″ v. d.  | Příbram             | severozápadně od Podlesí             |                                                                                |                   |
| Dubový vršek                 | 530,3               | Strašická vrchovina   | 49°49′5″ s. š., 13°49′10″ v. d.  | Beroun              | jihozápadně od Újezdu                |                                                                                | [ 1 ] [ 2 ] [ 3 ] |
| Florián                      | 565,6               | Strašická vrchovina   | 49°42′48″ s. š., 13°42′37″ v. d. | Rokycany            | jihovýchodně od Dobříva              | CHKO Brdy                                                                      |                   |
| Hejlák (Hejlík)              | 690                 | Třemošenská vrchovina | 49°45′4″ s. š., 13°52′44″ v. d.  | Beroun              | jihovýchodně od Kvaně                | CHKO Brdy                                                                      | [ 2 ] [ 3 ]       |
| Hlava                        | 551,2               | Strašická vrchovina   | 49°47′21″ s. š., 13°51′18″ v. d. | Beroun              | západně od Chaloupek                 |                                                                                |                   |
| Hlava                        | 789,0               | Třemošenská vrchovina | 49°43′21″ s. š., 13°49′43″ v. d. | Rokycany            | jihovýchodně od Strašic              | CHKO Brdy                                                                      |                   |
| Holý vrch                    | 631,9               | Třemošenská vrchovina | 49°46′16″ s. š., 14°2′23″ v. d.  | Příbram             | severovýchodně od Hluboše            | PřP Hřebeny                                                                    |                   |
| Homole                       | 542,4               | Třemšínská vrchovina  | 49°36′56″ s. š., 13°39′55″ v. d. | Plzeň-jih           | severovýchodně od Hořehled           | CHKO Brdy                                                                      |                   |
| Horní vrch                   | 726,5               | Třemošenská vrchovina | 49°39′ s. š., 13°52′59″ v. d.    | Příbram             | západně od Lázu                      | CHKO Brdy                                                                      |                   |
| Hořice                       | 540,5               | Třemošenská vrchovina | 49°45′36″ s. š., 14°1′8″ v. d.   | Příbram             | severně od Hluboše                   | PřP Hřebeny                                                                    |                   |
| Houpák                       | 796                 | Třemošenská vrchovina | 49°43′31″ s. š., 13°52′5″ v. d.  | Beroun              | jižně od Nové Vsi                    | CHKO Brdy                                                                      | [ 1 ] [ 2 ] [ 3 ] |
| Hradecký hřeben              | 721,6               | Třemšínská vrchovina  | 49°34′12″ s. š., 13°51′ v. d.    | Příbram             | západně od Vševil                    | PřP Třemšín                                                                    |                   |
| Hrádecký vrch                | 549,3               | Strašická vrchovina   | 49°43′28″ s. š., 13°39′24″ v. d. | Rokycany            | severozápadně od Pavlovska           | PřP Trhoň                                                                      |                   |
| Hradiště                     | 839                 | Třemošenská vrchovina | 49°39′54″ s. š., 13°51′3″ v. d.  | Příbram             | severovýchodně od Nepomuku           | CHKO Brdy                                                                      |                   |
| Hrbek                        | 528,4               | Třemošenská vrchovina | 49°45′24″ s. š., 13°50′2″ v. d.  | Beroun              | jihozápadně od Nové Vsi              |                                                                                |                   |
| Hromovka                     | 577,1               | Strašická vrchovina   | 49°46′16″ s. š., 13°49′22″ v. d. | Beroun              | jihovýchodně od Olešné               |                                                                                |                   |
| Hromový vrch                 | 486,6               | Třemošenská vrchovina | 49°47′3″ s. š., 13°56′44″ v. d.  | Příbram             | na západním okraji Ohrazenice        |                                                                                |                   |
| Hřeben                       | 720,2               | Třemošenská vrchovina | 49°45′50″ s. š., 13°55′35″ v. d. | Příbram             | jihozápadně od Ohrazenice            | CHKO Brdy                                                                      |                   |
| Hřebence (Holý vrch)         | 787,7               | Třemšínská vrchovina  | 49°34′47″ s. š., 13°46′36″ v. d. | Příbram             | jihozápadně od Hutí pod Třemšínem    | CHKO Brdy                                                                      | [ 1 ]             |
| Hřebeny                      | 566,0               | Strašická vrchovina   | 49°47′57″ s. š., 13°48′ v. d.    | Beroun              | jižně od Kařízku                     |                                                                                |                   |
| Hřímavka                     | 595,3               | Třemšínská vrchovina  | 49°40′43″ s. š., 13°42′54″ v. d. | Rokycany            | východně od Skořic                   |                                                                                |                   |
| Hůrka                        | 587,4               | Třemošenská vrchovina | 49°37′47″ s. š., 13°53′26″ v. d. | Příbram             | severozápadně od Vranovic            |                                                                                |                   |
| Chlum                        | 537,1               | Strašická vrchovina   | 49°48′27″ s. š., 13°52′16″ v. d. | Beroun              | západně od Hvozdce                   |                                                                                |                   |
| Jahodová hora                | 726,2               | Třemšínská vrchovina  | 49°37′42″ s. š., 13°47′52″ v. d. | Příbram             | západně od Bukové                    | CHKO Brdy                                                                      |                   |
| Jedová hora                  | 537,7               | Třemošenská vrchovina | 49°47′34″ s. š., 13°53′15″ v. d. | Beroun              | severně od Neřežína                  | CHKO Brdy                                                                      |                   |
| Jindřichova skála            | 589,2               | Třemošenská vrchovina | 49°46′4″ s. š., 13°52′52″ v. d.  | Beroun              | jižně od Malé Vísky                  | CHKO Brdy                                                                      |                   |
| Jivina                       | 620,2               | Strašická vrchovina   | 49°47′16″ s. š., 13°49′39″ v. d. | Beroun              | jihozápadně od Jiviny                |                                                                                |                   |
| Jordán                       | 826,4               | Třemošenská vrchovina | 49°43′3″ s. š., 13°51′9″ v. d.   | Beroun              | jižně od Nové Vsi                    | CHKO Brdy                                                                      |                   |
| Kalich                       | 759,6               | Třemošenská vrchovina | 49°43′40″ s. š., 13°52′46″ v. d. | Příbram             | západně od Obecnice                  | CHKO Brdy                                                                      |                   |
| Kalovic vršek (býv. Výrovna) | 640,8               | Třemšínská vrchovina  | 49°36′48″ s. š., 13°47′53″ v. d. | Příbram             | západně od Věšína                    | CHKO Brdy                                                                      |                   |
| Kamenná                      | 735,5               | Třemošenská vrchovina | 49°41′55″ s. š., 13°45′57″ v. d. | Rokycany            | jižně od Strašic                     | CHKO Brdy                                                                      |                   |
| Kamenný vrch                 | 495,5               | Strašická vrchovina   | 49°48′59″ s. š., 13°53′8″ v. d.  | Beroun              | severovýchodně od Hvozdce            |                                                                                |                   |
| Kařízská hora                | 567,3               | Strašická vrchovina   | 49°49′ s. š., 13°48′1″ v. d.     | Rokycany            | severně od Kařízku                   |                                                                                |                   |
| Klobouček                    | 704,7               | Třemošenská vrchovina | 49°42′16″ s. š., 13°54′56″ v. d. | Příbram             | jihozápadně od Obecnice              | CHKO Brdy                                                                      |                   |
| Klouček                      | 699                 | Třemošenská vrchovina | 49°44′50″ s. š., 13°57′52″ v. d. | Příbram             | severně od Drahlína                  | CHKO Brdy                                                                      | [ 2 ] [ 3 ]       |
| Kobylí hlava (Hengst)        | 760,9               | Třemšínská vrchovina  | 49°35′12″ s. š., 13°46′39″ v. d. | Příbram             | západně od Hutí pod Třemšínem        | CHKO Brdy                                                                      | [ 1 ]             |
| Kočka                        | 789,6               | Třemošenská vrchovina | 49°40′53″ s. š., 13°47′14″ v. d. | Rokycany, Příbram   | jižně od Strašic                     | CHKO Brdy                                                                      |                   |
| Kokšín                       | 684,4               | Třemšínská vrchovina  | 49°35′59″ s. š., 13°40′40″ v. d. | Plzeň-jih           | jihozápadně od Planin                | CHKO Brdy, ~PR Kokšín                                                          |                   |
| Konesův vrch                 | 590,1               | Strašická vrchovina   | 49°43′37″ s. š., 13°41′12″ v. d. | Rokycany            | severně od Dobříva                   | PřP Trhoň                                                                      |                   |
| Koníček                      | 666,6               | Třemošenská vrchovina | 49°46′9″ s. š., 13°56′33″ v. d.  | Příbram             | jihozápadně od Ohrazenice            | CHKO Brdy                                                                      |                   |
| Kopaniny                     | 587,4               | Strašická vrchovina   | 49°45′28″ s. š., 13°48′16″ v. d. | Rokycany            | severovýchodně od Tění               |                                                                                |                   |
| Koruna                       | 837                 | Třemošenská vrchovina | 49°41′44″ s. š., 13°50′15″ v. d. | Rokycany, Příbram   | jihovýchodně od Strašic              | CHKO Brdy                                                                      |                   |
| Kouklova hora                | 531,8               | Strašická vrchovina   | 49°43′33″ s. š., 13°40′28″ v. d. | Rokycany            | severovýchodně od Pavlovska          | PřP Trhoň                                                                      |                   |
| Kouty                        | 507,1               | Třemošenská vrchovina | 49°46′32″ s. š., 14°5′11″ v. d.  | Příbram             | severovýchodně od Bukové u Příbramě  | PřP Hřebeny                                                                    |                   |
| Krkavčina                    | 615,4               | Třemošenská vrchovina | 49°45′52″ s. š., 13°53′31″ v. d. | Beroun              | jihovýchodně od Malé Vísky           | CHKO Brdy                                                                      |                   |
| Kuchyňka                     | 635,6               | Třemošenská vrchovina | 49°47′11″ s. š., 14°4′32″ v. d.  | Příbram             | jižně od Lštěně                      | PřP Hřebeny, PR Kuchyňka                                                       |                   |
| Malá Baba                    | 563,9               | Třemošenská vrchovina | 49°47′47″ s. š., 14°3′36″ v. d.  | Beroun              | jižně od Lštěně                      | PřP Hřebeny                                                                    |                   |
| Malá Dubová hora             | 570,2               | Třemošenská vrchovina | 49°41′52″ s. š., 13°58′26″ v. d. | Příbram             | severozápadně od Podlesí             |                                                                                |                   |
| Malá Ohrádka                 | 735                 | Třemošenská vrchovina | 49°40′55″ s. š., 13°55′18″ v. d. | Příbram             | severozápadně od Kozičína            | CHKO Brdy                                                                      |                   |
| Malá Třemošná                | 703                 | Třemošenská vrchovina | 49°41′53″ s. š., 13°56′54″ v. d. | Příbram             | severně od Orlova                    | CHKO Brdy                                                                      | [ 1 ] [ 2 ] [ 3 ] |
| Malý Jeskřipec               | 618,6               | Třemošenská vrchovina | 49°46′34″ s. š., 13°55′24″ v. d. | Beroun              | jihozápadně od Ohrazenice            | CHKO Brdy                                                                      |                   |
| Malý Tok                     | 844                 | Třemošenská vrchovina | 49°39′21″ s. š., 13°50′42″ v. d. | Příbram             | severovýchodně od Nepomuku           | CHKO Brdy                                                                      |                   |
| Malý vrch                    | 627,6               | Třemošenská vrchovina | 49°46′44″ s. š., 14°3′35″ v. d.  | Příbram             | severně od Bukové u Příbramě         | PřP Hřebeny                                                                    |                   |
| Na Belině                    | 618,4               | Třemošenská vrchovina | 49°37′44″ s. š., 13°52′35″ v. d. | Příbram             | severně od Sedlic                    | PřP Třemšín                                                                    |                   |
| Na Čihadle                   | 413,5               | Třemošenská vrchovina | 49°49′42″ s. š., 13°58′39″ v. d. | Beroun, Příbram     | západně od Lhotky                    | PřP Hřebeny                                                                    |                   |
| Na Hranicích                 | 665                 | Třemošenská vrchovina | 49°44′46″ s. š., 13°51′43″ v. d. | Beroun              | jihovýchodně od Nové Vsi             | CHKO Brdy                                                                      | [ 1 ] [ 3 ]       |
| Na Hůrce                     | 524,4               | Strašická vrchovina   | 49°46′32″ s. š., 13°47′38″ v. d. | Rokycany            | jihovýchodně od Cheznovic            |                                                                                |                   |
| Na skálách                   | 746,5               | Třemšínská vrchovina  | 49°36′18″ s. š., 13°45′59″ v. d. | Příbram             | jižně od Teslínů                     | CHKO Brdy, PR Na Skalách                                                       |                   |
| Na Skláři                    | 702,7               | Třemšínská vrchovina  | 49°37′2″ s. š., 13°46′41″ v. d.  | Příbram             | východně od Teslínů                  | CHKO Brdy                                                                      |                   |
| Na Vartě                     | 508,6               | Strašická vrchovina   | 49°46′48″ s. š., 13°47′27″ v. d. | Rokycany            | východně od Cheznovic                |                                                                                |                   |
| Na Vrchu                     | 695,1               | Třemšínská vrchovina  | 49°33′37″ s. š., 13°51′27″ v. d. | Příbram             | západně od Vševil                    | PřP Třemšín                                                                    |                   |
| Na Vrších                    | 542,7               | Strašická vrchovina   | 49°44′26″ s. š., 13°46′17″ v. d. | Rokycany            | východně od Strašic                  |                                                                                |                   |
| Nad Marastkem                | 805,4               | Třemšínská vrchovina  | 49°35′35″ s. š., 13°43′43″ v. d. | Plzeň-jih           | jižně od Míšova                      | CHKO Brdy, ~PP Míšovské buky, ~PR Chynínské buky, ~PR Fajmanovy skály a Klenky |                   |
| Nahořov                      | 749,8               | Třemšínská vrchovina  | 49°33′45″ s. š., 13°46′ v. d.    | Příbram             | severozápadně od Roželova            | CHKO Brdy                                                                      | [ 1 ] [ 2 ] [ 3 ] |
| Ohrada                       | 508,7               | Strašická vrchovina   | 49°44′53″ s. š., 13°40′41″ v. d. | Rokycany            | severozápadně od Hůrek               | PřP Trhoň                                                                      |                   |
| Ohrádka                      | 747,7               | Třemošenská vrchovina | 49°41′9″ s. š., 13°55′42″ v. d.  | Příbram             | západně od Orlova                    | CHKO Brdy                                                                      |                   |
| Okrouhlík                    | 707,8               | Třemšínská vrchovina  | 49°38′48″ s. š., 13°43′56″ v. d. | Rokycany            | východně od Trokavce                 | CHKO Brdy                                                                      |                   |
| Osičina                      | 618,8               | Strašická vrchovina   | 49°45′41″ s. š., 13°45′15″ v. d. | Rokycany            | severovýchodně od Strašic            | PřP Trhoň                                                                      |                   |
| Ostrý                        | 538,7               | Třemošenská vrchovina | 49°49′14″ s. š., 13°57′34″ v. d. | Beroun              | jihovýchodně od Rpet                 | PřP Hřebeny                                                                    |                   |
| Ostrý vrch                   | 641,4               | Strašická vrchovina   | 49°45′14″ s. š., 13°46′ v. d.    | Rokycany            | západně od Tění                      | PřP Trhoň                                                                      |                   |
| Palcíř                       | 724,5               | Třemšínská vrchovina  | 49°40′7″ s. š., 13°44′28″ v. d.  | Rokycany            | jihovýchodně od Skořic               | CHKO Brdy                                                                      |                   |
| Paterák                      | 813,8               | Třemošenská vrchovina | 49°40′20″ s. š., 13°48′30″ v. d. | Příbram             | severozápadně od Nepomuku            | CHKO Brdy                                                                      |                   |
| Pec                          | 719,3               | Třemošenská vrchovina | 49°45′44″ s. š., 13°55′4″ v. d.  | Beroun              | jihovýchodně od Malé Vísky           | CHKO Brdy                                                                      |                   |
| Petráškova hora              | 651,0               | Třemšínská vrchovina  | 49°32′57″ s. š., 13°49′17″ v. d. | Příbram             | severozápadně od Vacíkova            | CHKO Brdy                                                                      |                   |
| Písek                        | 690,7               | Třemošenská vrchovina | 49°47′5″ s. š., 14°2′10″ v. d.   | Příbram             | východně od Čenkova                  | PřP Hřebeny                                                                    |                   |
| Planý vrch                   | 589,4               | Třemošenská vrchovina | 49°37′29″ s. š., 13°51′36″ v. d. | Příbram             | jižně od Zalán                       | PřP Třemšín                                                                    |                   |
| Plešec                       | 790,3               | Třemošenská vrchovina | 49°38′52″ s. š., 13°51′56″ v. d. | Příbram             | severně od Zalán                     | CHKO Brdy                                                                      |                   |
| Plešivec                     | 653,8               | Třemošenská vrchovina | 49°48′41″ s. š., 13°59′20″ v. d. | Příbram             | východně od Rejkovic                 | PřP Hřebeny                                                                    |                   |
| Pod Kamenem (Pod Kamením)    | 688,0               | Třemšínská vrchovina  | 49°33′43″ s. š., 13°42′52″ v. d. | Plzeň-jih           | severovýchodně od Chynína            | CHKO Brdy                                                                      | [ 2 ] [ 3 ]       |
| Podlužská hora               | 490,0               | Třemošenská vrchovina | 49°48′34″ s. š., 13°55′37″ v. d. | Beroun              | jihovýchodně od Podluh               | CHKO Brdy                                                                      |                   |
| Praha                        | 862,3               | Třemošenská vrchovina | 49°39′34″ s. š., 13°49′8″ v. d.  | Příbram             | severozápadně od Nepomuku            | CHKO Brdy                                                                      |                   |
| Provazec                     | 639,9               | Třemošenská vrchovina | 49°46′32″ s. š., 14°2′46″ v. d.  | Příbram             | východně od Čenkova                  | PřP Hřebeny                                                                    |                   |
| Převážení                    | 606,9               | Strašická vrchovina   | 49°42′21″ s. š., 13°42′16″ v. d. | Rokycany            | jihovýchodně od Dobříva              | CHKO Brdy                                                                      |                   |
| Sádka                        | 709,7               | Třemošenská vrchovina | 49°44′40″ s. š., 13°57′7″ v. d.  | Příbram             | severozápadně od Drahlína            | CHKO Brdy                                                                      |                   |
| Slonovec                     | 603,7               | Třemošenská vrchovina | 49°45′27″ s. š., 13°59′19″ v. d. | Příbram             | západně od Dominikálních Pasek       | CHKO Brdy                                                                      |                   |
| Stará Baština                | 678,3               | Třemošenská vrchovina | 49°45′4″ s. š., 13°54′45″ v. d.  | Příbram             | severozápadně od Drahlína            | CHKO Brdy                                                                      |                   |
| Stará hora                   | 665,1               | Třemšínská vrchovina  | 49°38′3″ s. š., 13°42′50″ v. d.  | Plzeň-jih           | západně od Hořic                     | CHKO Brdy                                                                      |                   |
| Starý vrch                   | 619,9               | Třemošenská vrchovina | 49°46′32″ s. š., 14°1′14″ v. d.  | Příbram             | východně od Čenkova                  | PřP Hřebeny                                                                    |                   |
| Špičák                       | 579,2               | Třemošenská vrchovina | 49°47′41″ s. š., 13°55′ v. d.    | Beroun              | jižně od Podluh                      | CHKO Brdy                                                                      |                   |
| Špičatý vrch                 | 621,3               | Strašická vrchovina   | 49°45′19″ s. š., 13°42′3″ v. d.  | Rokycany            | severovýchodně od Hůrek              | PřP Trhoň                                                                      |                   |
| Štěrbina                     | 753,6               | Třemšínská vrchovina  | 49°34′38″ s. š., 13°50′23″ v. d. | Příbram             | jižně od Voltuše                     | PřP Třemšín                                                                    |                   |
| Tok                          | 864,8               | Třemošenská vrchovina | 49°42′16″ s. š., 13°52′36″ v. d. | Příbram             | západně od Obecnice                  | CHKO Brdy                                                                      |                   |
| Trhoň                        | 624,2               | Strašická vrchovina   | 49°45′32″ s. š., 13°42′14″ v. d. | Rokycany            | jihozápadně od Medového Újezdu       | PřP Trhoň                                                                      |                   |
| Trokavecká skála             | 706,5               | Třemšínská vrchovina  | 49°38′33″ s. š., 13°42′58″ v. d. | Plzeň-jih, Rokycany | jihovýchodně od Trokavce             | CHKO Brdy                                                                      |                   |
| Třemešný vrch                | 697                 | Třemšínská vrchovina  | 49°34′30″ s. š., 13°48′24″ v. d. | Příbram             | jižně od Hutí pod Třemšínem          | CHKO Brdy, PP Třemešný vrch                                                    |                   |
| Třemošná                     | 779,7               | Třemošenská vrchovina | 49°41′30″ s. š., 13°56′24″ v. d. | Příbram             | severozápadně od Orlova              | CHKO Brdy                                                                      |                   |
| Třemšín                      | 826,7               | Třemšínská vrchovina  | 49°34′1″ s. š., 13°46′38″ v. d.  | Příbram             | severozápadně od Roželova            | CHKO Brdy                                                                      |                   |
| Třítrubecká vyhlídka         | 605,0               | Třemošenská vrchovina | 49°42′13″ s. š., 13°47′4″ v. d.  | Rokycany            | jihovýchodně od Strašic              | CHKO Brdy                                                                      |                   |
| U Sokolovic                  | 471,1               | Strašická vrchovina   | 49°48′45″ s. š., 13°49′50″ v. d. | Beroun              | západně od Komárova                  |                                                                                |                   |
| Ve vrchu (Na skále)          | 509                 | Strašická vrchovina   | 49°46′20″ s. š., 13°43′36″ v. d. | Rokycany            | jihovýchodně od Medového Újezdu      | PřP Trhoň                                                                      | [ 1 ] [ 2 ] [ 3 ] |
| Ve vrškách                   | 504,8               | Třemošenská vrchovina | 49°47′35″ s. š., 13°57′9″ v. d.  | Příbram             | jižně od Křešína                     | CHKO Brdy                                                                      |                   |
| Velká Baba                   | 614,5               | Třemošenská vrchovina | 49°47′33″ s. š., 14°3′12″ v. d.  | Beroun              | jižně od Lštěně                      | PřP Hřebeny                                                                    |                   |
| Velká hora                   | 658,6               | Třemšínská vrchovina  | 49°33′27″ s. š., 13°48′48″ v. d. | Příbram             | severovýchodně od Roželova           | CHKO Brdy                                                                      |                   |
| Velká Tršina                 | 504,3               | Strašická vrchovina   | 49°46′46″ s. š., 13°50′3″ v. d.  | Beroun              | severně od Zaječova                  |                                                                                |                   |
| Velký Jeskřipec              | 653                 | Třemošenská vrchovina | 49°46′16″ s. š., 13°54′54″ v. d. | Beroun              | jihozápadně od Ohrazenice            | CHKO Brdy                                                                      | [ 1 ] [ 2 ] [ 3 ] |
| Velký kámen                  | 547,5               | Strašická vrchovina   | 49°43′42″ s. š., 13°44′12″ v. d. | Rokycany            | západně od Strašic                   | CHKO Brdy                                                                      |                   |
| Vlč                          | 601,6               | Strašická vrchovina   | 49°43′21″ s. š., 13°43′36″ v. d. | Rokycany            | západně od Strašic                   | CHKO Brdy                                                                      |                   |
| Vrchy                        | 717,5               | Třemošenská vrchovina | 49°42′39″ s. š., 13°48′27″ v. d. | Rokycany            | jihovýchodně od Strašic              | CHKO Brdy                                                                      |                   |
| Vrchy                        | 712,5               | Třemšínská vrchovina  | 49°32′50″ s. š., 13°45′38″ v. d. | Příbram, Plzeň-jih  | západně od Planin                    | CHKO Brdy                                                                      |                   |
| Vystrkov                     | 541,2               | Třemošenská vrchovina | 49°46′38″ s. š., 13°57′45″ v. d. | Příbram             | jihozápadně od Jinců                 | CHKO Brdy                                                                      |                   |
| Za Královkou                 | 563,8               | Třemošenská vrchovina | 49°45′57″ s. š., 13°59′6″ v. d.  | Příbram             | severozápadně od Dominikálních Pasek | CHKO Brdy                                                                      |                   |
| Záborčí                      | 570,4               | Strašická vrchovina   | 49°41′40″ s. š., 13°41′29″ v. d. | Rokycany            | východně od Mirošova                 | CHKO Brdy                                                                      |                   |
| Zavírka                      | 722,4               | Třemošenská vrchovina | 49°40′22″ s. š., 13°54′12″ v. d. | Příbram             | severně od Lázu                      | CHKO Brdy                                                                      | [ 1 ] [ 3 ]       |
| Zívání                       | 628,9               | Třemšínská vrchovina  | 49°37′18″ s. š., 13°42′10″ v. d. | Rokycany            | východně od Borovna                  | CHKO Brdy                                                                      |                   |
| Žďár                         | 629,5               | Strašická vrchovina   | 49°44′18″ s. š., 13°39′29″ v. d. | Rokycany            | východně od Rokycan                  | PR Žďár, PřP Trhoň                                                             |                   |
| Žernovák                     | 675,6               | Třemošenská vrchovina | 49°39′33″ s. š., 13°54′0″ v. d.  | Příbram             | severozápadně od Lázu                | CHKO Brdy                                                                      |                   |

Poznámky:
- Zahrnuty jsou pouze pojmenované vrcholy (dle Základní mapy České republiky), které mají v některé z map uvedenou výšku.
- Leží-li vrchol na hranici okresů či v její bezprostřední blízkosti, jsou uvedeny oba okresy.
- U popisu polohy od sídla je zjednodušováno do osmi běžnějších směrů.
- Maloplošná zvláště chráněná území, která se rozkládají na svazích kopce či hory, aniž by zahrnovala vrchol, jsou označeny znakem "~".